# Camponotus nigroaeneus
Camponotus nigroaeneus é uma espécie de inseto do gênero Camponotus, pertencente à família Formicidae.